# Kabupaten Tulang Bawang Barat
Kabupaten Tulang Bawang Barat (engelska: West Tulang Bawang Regency) är ett kabupaten i Indonesien.   Det ligger i provinsen Lampung, i den västra delen av landet, 280 km nordväst om huvudstaden Jakarta. Antalet invånare är 265 131.